# Saved by Fire (film 1912 Parker)
Saved by Fire è un cortometraggio muto del 1912 scritto e diretto da Lem B. Parker.

## Produzione
Il film fu prodotto dalla Selig Polyscope Company.

## Distribuzione
Distribuito dalla General Film Company, il film - un cortometraggio di una bobina - uscì nelle sale cinematografiche statunitensi l'11 novembre 1912.